# あなたとの日々
「あなたとの日々」（あなたとの日々）は、柴田淳の7枚目のシングル。

## 解説
2003年9月10日発売。本曲はオリコンシングルチャートで初登場8位を記録し、自身初のトップ10入りとなった。

## 収録曲
1. あなたとの日々
2. 缶ビール